# Liste der denkmalgeschützten Objekte in Grabern
Die Liste der denkmalgeschützten Objekte in Grabern enthält die 24 denkmalgeschützten, unbeweglichen Objekte der niederösterreichischen Marktgemeinde Grabern im Bezirk Hollabrunn.

## Denkmäler
| Foto |                 | Denkmal                                                                               | Standort                                                    | Beschreibung | Metadaten |
| ---- | --------------- | ------------------------------------------------------------------------------------- | ----------------------------------------------------------- | --- | --- |
| ja   | Datei hochladen | Schloss Mittergrabern HERIS-ID: 15465 Objekt-ID: 11709                                | Mittergrabern 1 Standort KG: Mittergrabern                  | Das mächtige dreigeschoßige Schloss wurde im 16. Jahrhundert als hakenförmige Anlage mit Attikageschoß erbaut. 1834 wurden Turm und Attikageschoß abgetragen und die Anlage durch Zubau von zwei Flügeln und ein Stiegenhaus an der Rückseite im Jahre 1874 erweitert. Eine Restaurierung erfolgte 1986/87. Die Fassade ist schlicht gegliedert: Eckquaderung, im Erdgeschoß faschengerahmte Fenster, in den Obergeschoßen gekehlte Fensterverdachungen, im 2. Obergeschoß zusätzlich gekehlte Sohlbänke. | BDA-Hist.: Q37785785 Status: Bescheid Stand der BDA-Liste: 2025-06-30 Name: Schloss Mittergrabern GstNr.: 10 Schloss Mittergrabern                                |
| ja   | Datei hochladen | Wappenkartusche HERIS-ID: 111129 Objekt-ID: 128916                                    | Mittergrabern 100 Standort KG: Mittergrabern                | Im Dreiecksgiebel des Gartentores zum Pfarrhof von Mittergrabern befindet sich eine mit 1797 bezeichnete Wappenkartusche mit dem Wappen von Baumburg. | BDA-Hist.: Q37821930 Status: Bescheid Stand der BDA-Liste: 2025-06-30 Name: Wappenkartusche GstNr.: 75/2                                                          |
| ja   | Datei hochladen | Schüttkasten, ehem. Fruchtspeicher HERIS-ID: 15467 Objekt-ID: 11711                   | Mittergrabern 109 Standort KG: Mittergrabern                | Der zweigeschoßige Bau mit Satteldach und geschweiften Giebeln wurde 1828 errichtet. Die Fassade ist durch Putzfelder gegliedert und wird zum Giebel hin durch ein mehrfach gekehltes Kranzgesims abgeschlossen. | BDA-Hist.: Q37785848 Status: Bescheid Stand der BDA-Liste: 2025-06-30 Name: Schüttkasten, ehem. Fruchtspeicher GstNr.: 516                                        |
| ja   | Datei hochladen | Katholische Pfarrkirche heiliger Johannes der Täufer HERIS-ID: 15461 Objekt-ID: 11705 | Mittergrabern 105, neben Standort KG: Mittergrabern         | Die kleine im Kern gotische Staffelhallenkirche mit frühbarockem Nordturm stammt aus dem 13. Jahrhundert. Rundbogenfenster und verschieden geformte gotische Stützpfeiler charakterisieren die Südfassade. Der Turm ist dreizonig aufgebaut und durch Lisenen, Eckpilaster im Schallgeschoß sowie Uhrengiebel mit reich profiliertem Gebälk gegliedert. | BDA-Hist.: Q37785647 Status: § 2a Stand der BDA-Liste: 2025-06-30 Name: Katholische Pfarrkirche heiliger Johannes der Täufer GstNr.: 12 Pfarrkirche Mittergrabern |
| ja   | Datei hochladen | Grabsteine/Grabplatten HERIS-ID: 15471 Objekt-ID: 11715                               | Mittergrabern 80, in der Nähe Standort KG: Mittergrabern    | Vor dem Friedhof von Mittergrabern stehen 8 Grabsteine aus der zweiten Hälfte des 18. Jahrhunderts mit verschiedenen Reliefierungen, wie Fegefeuer, Kreuzigung oder Gnadenstuhl. | BDA-Hist.: Q37785937 Status: § 2a Stand der BDA-Liste: 2025-06-30 Name: Grabsteine/Grabplatten GstNr.: 411/1 Mittergrabern Grabsteine                             |
| ja   | Datei hochladen | Friedhofskapelle HERIS-ID: 15474 Objekt-ID: 11718                                     | Mittergrabern 80, westlich Standort KG: Mittergrabern       | Neugotische Gruftkapelle als Backsteinbau mit Rundapsis im Jahre 1897 errichtet. | BDA-Hist.: Q37785982 Status: § 2a Stand der BDA-Liste: 2025-06-30 Name: Friedhofskapelle GstNr.: 408 Friedhofskapelle Mittergrabern, Gemeinde Grabern             |
| ja   | Datei hochladen | Bildstock HERIS-ID: 15475 Objekt-ID: 11719                                            | Standort KG: Mittergrabern                                  | Abgefaster Pfeiler mit Quaderaufsatz. Im Quader Relief Kruzifix und die Bezeichnungen 1695 und 1905. | BDA-Hist.: Q37786021 Status: § 2a Stand der BDA-Liste: 2025-06-30 Name: Bildstock GstNr.: 1155/2 Mittergrabern Bildstock                                          |
| ja   | Datei hochladen | Figur heiliger Johannes Nepomuk HERIS-ID: 29153 Objekt-ID: 25785                      | Mittergrabern 104, in der Nähe Standort KG: Mittergrabern   | Auf einem mächtigen Sockel mit Volutenaufsatz steht die Figur des hl. Johannes Nepomuk aus dem beginnenden 18. Jahrhundert flankiert von zwei Putten. | BDA-Hist.: Q37924501 Status: § 2a Stand der BDA-Liste: 2025-06-30 Name: Figur heiliger Johannes Nepomuk GstNr.: 1160                                              |
| ja   | Datei hochladen | Bildstock HERIS-ID: 15476 Objekt-ID: 11720                                            | bei Obergrabern 102 Standort KG: Obergrabern                | Abgefaster Pfeiler mit Tabernakelaufsatz und Steinkreuzbekrönung. | BDA-Hist.: Q37786104 Status: § 2a Stand der BDA-Liste: 2025-06-30 Name: Bildstock GstNr.: 270 Bildstock Obergrabern, Gemeinde Grabern                             |
| ja   | Datei hochladen | Figurenbildstock HERIS-ID: 15477 Objekt-ID: 11721                                     | Ober-Steinabrunn 26, gegenüber Standort KG: Obersteinabrunn | Neben der Ortskapelle befindet sich ein Figurenbildstock mit einem Kruzifix. An den Balkenenden des Kreuzes Engelsköpfe. | BDA-Hist.: Q37786130 Status: § 2a Stand der BDA-Liste: 2025-06-30 Name: Figurenbildstock GstNr.: 71                                                               |
| ja   | Datei hochladen | Rolandsfigur HERIS-ID: 15501 Objekt-ID: 11745 marterl.at: 14487                       | bei Schöngrabern 40 Standort KG: Schöngrabern               | Aus der Zeit um 1600 stammt die Säule mit der Rolandsfigur. | BDA-Hist.: Q37786664 Status: § 2a Stand der BDA-Liste: 2025-06-30 Name: Rolandsfigur GstNr.: 511/1                                                                |
| ja   | Datei hochladen | Pfarrhof HERIS-ID: 15483 Objekt-ID: 11727                                             | Schöngrabern 174 Standort KG: Schöngrabern                  | Vielachsiger zwei- und dreigeschoßiger Bau, im Kern aus dem Mittelalter, im späten 18. Jahrhundert erweitert hat er seine heutige Form erhalten. | BDA-Hist.: Q37786324 Status: § 2a Stand der BDA-Liste: 2025-06-30 Name: Pfarrhof GstNr.: 8/1                                                                      |
| ja   | Datei hochladen | Bildstock HERIS-ID: 15502 Objekt-ID: 11746                                            | bei Schöngrabern 210 Standort KG: Schöngrabern              | Spätgotischer Achtseitpfeiler mit Nasung, Tabernakelaufsatz und abschließendem Patriarchenkreuz aus Metall aus der Zeit um 1700. | BDA-Hist.: Q37786696 Status: § 2a Stand der BDA-Liste: 2025-06-30 Name: Bildstock GstNr.: 524/1                                                                   |
| ja   | Datei hochladen | Kath. Pfarrkirche Mariä Geburt HERIS-ID: 15479 Objekt-ID: 11723                       | neben Schöngrabern 173 Standort KG: Schöngrabern            | Der spätromanische Saalbau aus dem 1. Drittel des 13. Jahrhunderts wurde seither mehrfach – insbesondere nach einem Brand im Jahre 1809 – aus- und umgebaut. Bekannt ist die Kirche wegen der Steinernen Bibel an der Außenseite der Apsis, einer besonderen Art der Biblia pauperum. | BDA-Hist.: Q2082963 Status: § 2a Stand der BDA-Liste: 2025-06-30 Name: Kath. Pfarrkirche Mariä Geburt GstNr.: 1 Pfarrkirche Schöngrabern                          |
| ja   | Datei hochladen | Figur heiliger Florian HERIS-ID: 15498 Objekt-ID: 11742 marterl.at: 14486             | Standort KG: Schöngrabern                                   | Barocke Postamentfigur aus dem Jahre 1768. | BDA-Hist.: Q37786542 Status: § 2a Stand der BDA-Liste: 2025-06-30 Name: Figur heiliger Florian GstNr.: 517 Schöngrabern Statue Florian von Lorch                  |
| ja   | Datei hochladen | Figur heiliger Johannes Nepomuk HERIS-ID: 15500 Objekt-ID: 11744                      | Schöngrabern 40, vor Standort KG: Schöngrabern              | Barocke Postamentfigur, bezeichnet 1768. | BDA-Hist.: Q37786626 Status: § 2a Stand der BDA-Liste: 2025-06-30 Name: Figur heiliger Johannes Nepomuk GstNr.: 511/1 Statue Johannes Nepomuk, Schöngrabern       |
| ja   | Datei hochladen | Bildstock HERIS-ID: 15505 Objekt-ID: 11749                                            | Standort KG: Schöngrabern                                   | Vermutlich spätgotischer gekehlter Achtseitpfeiler, darüber Quaderaufsatz mit Spitzbogen aus der 1. Hälfte des 16. Jahrhunderts. Beschädigtes Pyramidendach (fehlende Steinkreuzbekrönung?). | BDA-Hist.: Q37786756 Status: § 2a Stand der BDA-Liste: 2025-06-30 Name: Bildstock GstNr.: 1853                                                                    |
| ja   | Datei hochladen | Wegkapelle HERIS-ID: 15507 Objekt-ID: 11751                                           | Standort KG: Schöngrabern                                   | Anstelle einer kleinen Kirche vom Ende des 17./Anfang des 18. Jahrhunderts wurde im Jahre 1846 die dreieckübergiebelte Wegkapelle mit pilastergerahmter Rundbogenöffnung erbaut. | BDA-Hist.: Q37787058 Status: § 2a Stand der BDA-Liste: 2025-06-30 Name: Wegkapelle GstNr.: 589                                                                    |
| ja   | Datei hochladen | Wegkapelle, ehemaliger Friedhof HERIS-ID: 15509 Objekt-ID: 11753                      | Schöngrabern 80, in der Nähe Standort KG: Schöngrabern      | Neugotischer Backsteinbau mit Rundapsis und neugotischem Kruzifix aus dem Jahre 1923. An der Außenseite der Apsis befindet sich ein Grabstein des aufgelassenen Friedhofes. | BDA-Hist.: Q23949131 Status: § 2a Stand der BDA-Liste: 2025-06-30 Name: Wegkapelle, ehemaliger Friedhof GstNr.: 599                                               |
| ja   | Datei hochladen | Mariensäule, Maria Immaculata HERIS-ID: 15511 Objekt-ID: 11755                        | Standort KG: Schöngrabern                                   | Über einem Quadersockel erhebt sich eine Säule mit der Figur der Maria Immaculata. Das Kapitell der Säule ist mit 1704 bezeichnet. | BDA-Hist.: Q37787271 Status: § 2a Stand der BDA-Liste: 2025-06-30 Name: Mariensäule, Maria Immaculata GstNr.: 1484                                                |
| ja   | Datei hochladen | Kriegerdenkmal HERIS-ID: 15513 Objekt-ID: 11757                                       | Standort KG: Schöngrabern                                   | An die Schlacht bei Hollabrunn und Schöngrabern im Jahre 1805 erinnert der Gedenkstein an der B 303 zwischen Schöngrabern und Suttenbrunn. | BDA-Hist.: Q37787323 Status: § 2a Stand der BDA-Liste: 2025-06-30 Name: Kriegerdenkmal GstNr.: 674 Hollabrunn column                                              |
| ja   | Datei hochladen | Katholische Filialkirche heiliger Jakob HERIS-ID: 15518 Objekt-ID: 11762              | Windpassing 37, nördlich Standort KG: Windpassing           | Kleine Kirche mit Rundapsis, Segmentbogenfenstern und Südturm aus dem Ende des 18. Jahrhunderts. | BDA-Hist.: Q37787395 Status: § 2a Stand der BDA-Liste: 2025-06-30 Name: Katholische Filialkirche heiliger Jakob GstNr.: 144                                       |
| ja   | Datei hochladen | Bildstock HERIS-ID: 15522 Objekt-ID: 11766                                            | Standort KG: Windpassing                                    | Abgefaster Pfeiler mit reliefiertem Quaderaufsatz aus dem 18. Jahrhundert. | BDA-Hist.: Q37787493 Status: § 2a Stand der BDA-Liste: 2025-06-30 Name: Bildstock GstNr.: 658                                                                     |
| ja   | Datei hochladen | Bildstock HERIS-ID: 15520 Objekt-ID: 11764                                            | Standort KG: Windpassing                                    | Abgefaster Pfeiler mit Tabernakelaufsatz und Steinkreuzbekrönung aus dem späten 17. Jahrhundert. | BDA-Hist.: Q37787447 Status: § 2a Stand der BDA-Liste: 2025-06-30 Name: Bildstock GstNr.: 88                                                                      |